# Mária Bieliková (informatička)
Mária Bieliková (* 21. srpna 1966 Ilava) je slovenská informatička a vysokoškolská pedagožka. V prosinci 2015 se stala děkankou Fakulty informatiky a informačních technologií Slovenské technické univerzity v Bratislavě. Je držitelkou titulu IT Osobnost roku 2016. Iniciovala vícero aktivit pro zvýšení zapojení žen do oblasti IT.

## Vzdělání akariéra
V letech 1984–1989 studovala na Elektrotechnické fakultě Slovenské vysoké školy technické v Bratislavě (dnes Elektrotechnická fakulta Slovenské technické univerzity – STU), kde získala titul Ing. V roce 1995 na stejné fakultě získala titul PhD. V letech 1992–1993 působila na The University of Sheffield.
Od dokončení studia působila na své domovské fakultě. Nejprve jako odborná asistentka, poté (2001–2003) jako proděkanka. V roce 2005 se stala jednou z nejmladších profesorek na Slovensku a v prosinci 2015 děkankou (v pořadí třetí ženou na STU v této funkci).
13 let byla členkou výkonné rady Slovenské společnosti pro informatiku. Byla členkou akreditační komise vlády.

## Vědecká činnost
Výzkumně se zabývá chováním člověka v interakci s počítačem, resp. softwarovými aplikacemi nebo službami v prostředí Internetu a webu. Vede Výzkumné centrum uživatelského zážitku a interakce, na fakultě zřídila Centrum průmyslového výzkumu, vede úspěšnou výzkumnou skupinu PeWe (Personalized Web). Je členkou správní rady Výzkumného centra Evropské komise, členkou vícero profesních organizací, vědeckých a odborných výborů, redakční rady vícero prestižních vědeckých časopisů jako jsou:
- User Modeling and User-Adapted Interaction
- New Review of Hypermedia and Multimedia
- Journal of Web Engineering
- Information Sciences and Technologies, Bulletin of the ACM Slovakia

V současné době působí v programových nebo řídicích výborech 17 medzinárodních konferencí a dalších 6 národních konferencích a workshopech.
V roce 2019 založila Slovenské centrum pro výzkum umělé inteligence (Slovak.AI).

## Pedagogická činnost
Mezi nejvýznamnejší úspěchy patří světové finále soutěže IEEE Computer Society Internationasl Design Competition, světové finále Imagine Cup a 2. místo na ACM Soutěži studentských výzkumů. Je rovněž aktivní jako porotkyně různých IT soutěží.

## Ocenění
Získala vícero ocenění za vědecký přínos a spolupráci či zapojení studentů do výzkumu. Za mimořádné mezinárodně uznávané výsledky ve výzkumu programových a informačních systémů pro personalizovaný sociální web a zapojování mladých talentovaných informatiků do výzkumu získala od Ministerstva školství, vědy, výzkumu a sportu Slovenské republiky ocenění Osobnost vědy a techniky 2010. V roce 2016 získala ocenění IT osobnost roku, kterou každoročně uděluje neformální sdružení slovenských novinářů a členů profesních sdružení v oblasti informačních a telekomunikačních technologií.